# Pavilon B
Pavilon B je jeden z pavilonů brněnského výstaviště. Nachází se v jižní části areálu, mezi pavilony D (z východní strany) a E. Pavilon byl realizován v roce 1958. Jeho výstavní plocha činila 10 000 m2 po dokončení.
Hala má rozměry 121x65 metrů, stavba je vysoká 18 m, disponuje kromě hlavního výstavního prostoru i galerií a kancelářskými prostory. Její skelet je ocelový. Hala slouží pro akce s počtem lidí přes 3000, může sloužit pro kongresy, ale i menší sportovní akce.

## Historie
Pro potřeby Mezinárodního strojírenského veletrhu bylo nezbytné rozšířit výstavní kapacity brněnského výstaviště. Přestože byla budována rekordně rozsáhlá hala Z, ukázala se i její kapacita nepostačující.[zdroj?] Proto se vedení výstaviště v závěru 50. let rozhodlo vystavět jednoduchou průmyslovou halu, která mohla být realizována v krátké době. Dokumentace pro takovou stavbu již existovala a samotný návrh objektu byl upraven jen mírně. V severní a jižní části haly byla doplněna podlaží pro kancelářské prostory. Na jednu ze stran areálu byla umístěna skleněná mozaika.
V roce 1968 se během invaze do Československa v pavilonu shromáždili zaměstnanci Brněnského výstaviště a vyhlásili generální stávku.
V roce 1985 byla dokončena rekonstrukce pavilonu, která spočívala v jeho rozšíření. Severozápadní fasáda byla předsunuta a do nově vzniklého prostoru byla umístěna chodba, která ústí z obou stran do prosklených mostů (tzv. pasarelů), které napojují pavilon na okolní. Jihovýchodní fasáda byla také mírně předsunuta a prosklena. Pavilon byl nově obložen kovovými lamelami. Do budovy byly umístěny eskalátory.
Pavilon B lze v zimě vytápět.
V meziveletržním období se zde konají kulturní, sportovní a jiné akce, v roce 1998 například tenisový turnaj BVV OPEN, v roce 2017 stranický sjezd ČSSD.